# Frank Waller
Frank Laird Waller (* 24. Juni 1884 in Saint Paul (Minnesota); † 29. November 1941 in Kansas City (Missouri)) war ein US-amerikanischer Leichtathlet, der zu Beginn des 20. Jahrhunderts aktiv war. Er hatte sich auf die lange Sprintstrecke (400 m) sowie den Hürdenlauf spezialisiert.
Der für die Chicago AA und später den Milwaukee AC startende 1,76 m große und 71 kg schwere Athlet gewann vier US-amerikanische Meistertitel:
- 1903 über 440 yds (Junioren)
- 1905 über 440 yds in 49,6 s und über 220 yds Hürden in 25,8 s
- 1906 über 440 yds in 50,5 s

Seine größten Erfolge durfte er jedoch im Jahr 1904 bei den Olympischen Spielen in St. Louis feiern, wo er zwei Silbermedaillen gewann:
- über 400 m in 49,9 s hinter Harry Hillman (Gold in 49,2 s) und vor Herman Groman (Bronze in 50,0 s). Die teilnehmenden 13 Läufer, die bis auf den Kanadier Percival Molson und den Deutschen Johannes Runge allesamt aus den USA stammten, starteten ohne Qualifikationsläufe gleich im Finale.
- über 400 m Hürden in 53,2 s hinter Harry Hillman (Gold in 53,0 s) und vor George Poage (Bronze, Zeit nicht ermittelt). An dem Rennen waren vier US-Amerikaner beteiligt. Als der vom Start weg führende Hillman an der letzten Hürde stolperte, konnte Waller zu ihm aufschließen, jedoch nicht mehr an ihm vorbeiziehen.

Seine persönliche Bestleistung über 440 Yards wird mit 49,6 s (gelaufen 1905) angegeben.
Frank Waller absolvierte die Universität Wisconsin. Nach Beendigung seiner sportlichen Laufbahn wurde er Musiker. Zunächst betätigte er sich als Pianist für die Sängerin Lillian Russell. Anschließend übernahm er am Konservatorium von Kansas City eine leitende Stellung als Stimmtrainer. In späteren Jahren fungierte er als Direktor des Milwaukee Philharmonic Orchestra, der National Broadcasting Company in New York City und des WPA Orchestra in Richmond.